# Абу-ль-Фарадж Мар-Гіваргіз Юхан Бар-Иврая
Абу-ль-Фарадж Мар-Гіваргіз Юхан (Григорій Іоанн) Бар-Ебрей (нар. 1226, Малатья — 1286, Мераге) — видатний сирійський вчений- енциклопедист, церковний діяч Яковитської (Сирійської) православної церкви.

## Життєпис
Народився у селі Ебро поблизу м. Малатья (сучасна Туреччина) у родині охрещеного жида Арона Туми(арабською Харуна бен аль-Туми). Звідси прізвисько майбутнього вченого — Бар-Ебрей (син єврея). З дитинства вивчав сирійську, грецьку, арабську мови. Він навчався також богослов'ю, філософії та медицини.
У 1244 році разом з батьком переїздить до м. Малатья. Тут Арон поступає на службу до монгольських феодалів. Втім у цьому ж році родина Абу-ль Фараджа переїздить до Антіохії. Тут він продовжив навчання й незабаром стає монахом Яковитської церкви. З часом починає мешкати у Триполі.
У 1246 році Абу-ль-Фарадж стає єпископом Губосу (поблизу Малатьї), висвячений патріархом Ігнатієм II. вчений отримав ім'я Григорій. У 1247 році стає єпископом Ласабене. У 1252 році очолює діоцез Алеппо, нарешті 20 січня 1264 році призначається патріархом Ігнатієм III мафріаном (головою) Яковітської церкви на Сході (у Месопотамії). На цій посаді Абуль-Фарадж залишався до самої смерті. До того він бере участь у соборі яковитської церкви у м. Сіс (Кілікія), на якій обирався Ігнатій III.
На цій посаді Абуль-Фарадж виявив себе здібним церковним та політичним діячем. Він налагодив гарні стосунки з представниками династії Хулагуїдів, які підтримували християн на противагу впливу мусульман. Абул-Фарадж часто бував у Персії, де розбудовував храми, монастирі, школи Яковитської церкви. З часом він став користуватися значним впливом серед населення, авторитетом у інших гілок християнства та монгольських володарів.
Окрім церковної діяльності Абуль-Фарадж активно займався наукою у різних напрямках, просвітництвом. Він був одним з найосвіченіших осіб свого часу, енциклопедистом середньовічної Сирії, Месопотамії та Персії.
Помер Абуль-Фарадж 30 липня 1286 року у Маразі (сучасний Іран), де жив у печері з 1279 року. Його було поховано у монастирі Мар Маттай поблизу м.Мосул.

## Творчість
Найбільшим твором Абуль-Фараджа стає «Книга знаменних історій», в якій подається історія сирійської, несторіанської церкви, антіохійського патріархату. Тут же викладено історичні події Сирії та Палестини. Ця праця є важливим джерелом при дослідженні історії хрестових походів.
Крім того Абуль-Фараджом написано багато праць з богослов'я («Скарбниця таємниць»), філософії, медицини, граматики.
Писав Абуль-Фарадж здебільшого сирійською та арабською мовою.